# 게이 디보시
《게이 디보시》(The Gay Divorcee)는 미국에서 제작된 마크 샌드리치 감독의 1934년 영화이다. 프레드 아스테어 등이 주연으로 출연하였고 팬드로 S. 버먼 등이 제작에 참여하였다. 1934년 아카데미 작품상 후보에 지명되었다.

## 출연

### 주연
- 프레드 아스테어
- 진저 로저스

### 조연
- 앨리스 브래디
- 에드워드 에버렛 홀튼
- 에릭 블로어
- 찰스 콜맨
- 베티 그레이블
- 윌리엄 오스틴

## 기타
- 주제가: 콘 콘래드
- 미술: 캐롤 클락
- 미술: 밴 네스트 폴그래스
- 의상: 월터 플렁킷